# Schöllenenbahn
 La Schöllenenbahn est une courte ligne à voie unique et à crémaillère du canton suisse d'Uri. Elle relie Göschenen à Andermatt et emprunte les gorges de la Reuss (Schöllenenschlucht). Elle présente une pente maximale de 179 ‰.
La ligne a été établie entre 1913 et 1917 par la compagnie Schöllenenbahn AG (SchB), à qui l'assemblée fédérale avait concédé la construction et l'exploitation d'une ligne de chemin de fer le 17 juin 1904. La SchB a fusionné le 1er janvier 1961 avec la Furka-Oberalp Bahn (FO), laquelle, à son tour, a fusionné le 1er janvier 2003 avec la Brig-Visp-Zermatt (BVZ) dans la Matterhorn-Gotthard-Bahn (MGB).
De nos jours, la Schöllenenbahn transporte environ 400 000 passagers par an. Elle a eu, dans le passé, une importance militaire particulière : elle approvisionnait les forts du « Réduit national » dans le Massif du Saint-Gothard. La ligne est longue de 3770 m, dont 2509 m équipés de crémaillère. Elle franchit de nombreux ouvrages d'art (5 tunnels, pour une longueur de 1022 m, 5 galeries de protection, pour une longueur de 1110 m et 4 ponts, pour une longueur totale de 260 m) ,.

## Histoire

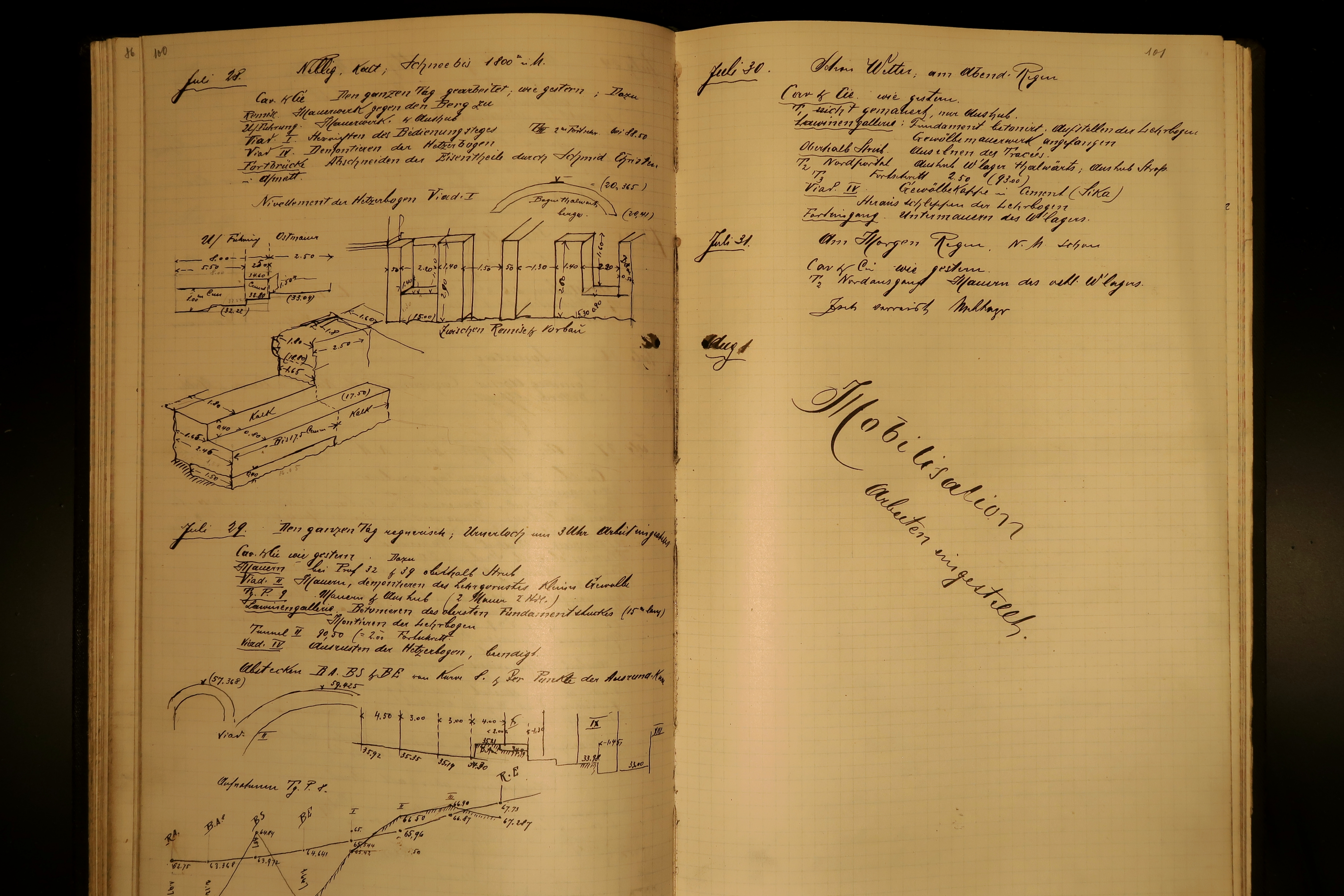
Journal du chantier de Richard Zschokke montrant son interruption due à la mobilisation le 1er août 1914.

Action de la compagnie Schöllenenbahn AG (24 juin 1912)

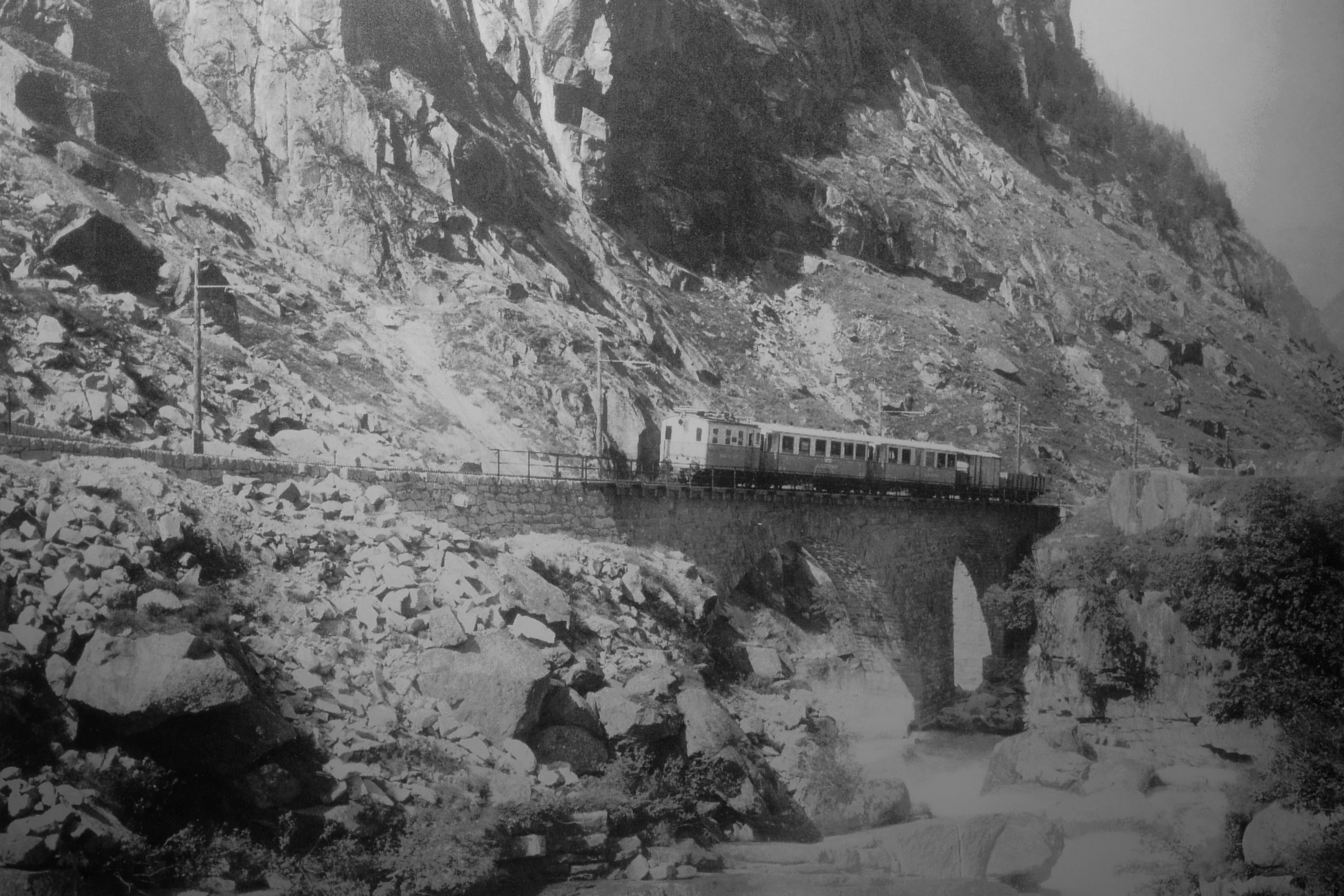
Train de la Schöllenenbahn sur le deuxième pont de la Reuss, vers 1920

Depuis le XIIe siècle, le Saint-Gothard était la liaison Nord-Sud la plus importante entre Bâle et Milan. Une étape principale était Andermatt, dans la vallée de l'Urseren, qui a été intégrée au canton d'Uri en 1410. Avec l'inauguration du tunnel ferroviaire du Saint-Gothard le 22 mai 1882, le col du Saint-Gothard ainsi que la vallée de l'Ursen et son chef-lieu Andermatt, ont subitement perdu leur caractère stratégique pour les transports. La vallée se coupait du monde extérieur et les coûts d'entretien de la route qui passait dans les gorges de la Schöllenen devinrent insuportables. D'un autre côté, Göschenen situé à l'entrée du tunnel profitait de l'opportunité: les touristes pouvaient rejoindre facilement la Suisse centrale grâce à la nouvelle ligne de chemin de fer. À Andermatt, on a construit de plus grands hôtels. Il ne manquait alors plus qu'une liaison fiable avec Göschenen, par les gorges de la Schöllenen. En 1890, Grussy, un ingénieur bernois, a proposé un projet de ligne à crémaillère et voie étroite dans les gorges de la Schöllenen. Ce projet affichait un coût faramineux. Début 1903, l'ingénieur Richard Zschokke et les entreprises Gribi & Hasler, de Berthoud (Emmental), ainsi que Rothacker, de Saint-Imier (Jura bernois), ont présenté une requête à la Confédération Suisse. Celle-ci a été validée par le conseil fédéral le 17 juin 1904. Il y a cependant eu des résistances contre la construction de la ligne ferroviaire : les protecteurs de l'environnement ont reçu l'appui des transporteurs routiers et des diligences. Le 24 juin 1912, une nouvelle société a pu voir le jour.
Son financement a été des plus difficiles et n'a pu être assuré qu'avec une participation de l'armée suisse. Le planning a été également difficile à tenir et n'a pu se résoudre qu'avec la participation du fabricant de locomotives Brown-Boveri, de Baden (Argovie). La voie ferrée a été conçue dès le début avec une alimentation électrique de 1200 V continus. De même que 3 ponts, 3 tunnels et une galerie pare-avalanches. La construction proprement dite a commencé le 23 mai 1913 Compte tenu de la pente importante (max. 179 ‰), mais également afin d'assurer une interopérabilité avec la ligne de la Furka à Andermatt, c'est le système de crémaillère Abt qui a été choisi. Mais le mauvais temps et la pénurie de main d'œuvre ont retardé l'avancement des travaux. Et après le déclenchement de la Première Guerre mondiale à l'été 1914, le projet était quasiment stoppé avec seulement 50 ouvriers à disposition alors qu'en juillet 1914, le chantier en comptait encore 600. Ce n'est qu'en 1915-1916 que la construction put rapidement reprendre grâce à l'importance stratégique que ce projet revêtait aux yeux des militaires. Le 4 septembre 1916, on procéda au premier roulage d'essai. L'inauguration eut lieu le 11 juillet 1917. Et le premier train roula le 12 juillet selon l'horaire prévu. Initialement, seule la circulation estivale était prévue et subventionnée par la Confédération. Pour faits de guerre, une plus grosse cérémonie ne put avoir lieu. Les coûts de construction avaient considérablement dépassé la prévision. Une banque d'Uri qui avait participé au financement déposa même son bilan. Après l'armistice, les transports militaires cessèrent quasiment d'approvisionner les positions du Réduit national d'Andermatt et du Saint-Gothard. La compagnie ferroviaire se trouva alors en grande difficulté financière. À l'automne 1919, l'hiver se déclara précocement et entraîna des coûts de fonctionnement élevés. Le trafic dut être complètement suspendu le 25 décembre 1919 : les finances étaient à sec et l'État fédéral refusait de subventionner les circulations hivernales.
La Poste suisse permit au trafic hivernal de survivre en mettant en œuvre et en facturant le transport de courrier, de matériel et de personnes pour ainsi dire, en louant la voie et le train.
Le 5 octobre 1923, le Conseil fédéral a validé une modification de la concession : la desserte pouvait désormais s'étaler sur toute l'année. Et les subventions accordées également pour toute l'année. Ainsi, l'année 1926 verra pour la première fois une offre de service sans interruption. Depuis 1925, la correspondance était assurée avec la Furka-Oberalp. Le 17 octobre 1941, l'alimentation passe en courant alternatif  11 kV 16,7 Hz ~ afin d'être compatible avec elle. La motorisation des locomotives a été adaptée en conséquence et le service assuré sans discontinuité. Ainsi la SchB devenait techniquement compatible tant avec la Furka-Oberalp qu'avec les chemins de fer rhétiques (RhB).
Malgré le service tout au long de l’année, la ligne n’a jamais réalisé de gros bénéfices et a été plusieurs fois en difficulté. Lorsque la route des gorges de la Schöllenen a été agrandie en 1956 et que le trafic privé a augmenté de plus en plus, la compagnie est finalement tombée dans le rouge. Le 31 décembre 1960, la Schöllenenbahn AG fusionna avec la Furka-Oberalp Bahn (FO). La Schöllenenbahn AG a été radiée du registre du commerce le 19 avril 1962.

## Accidents

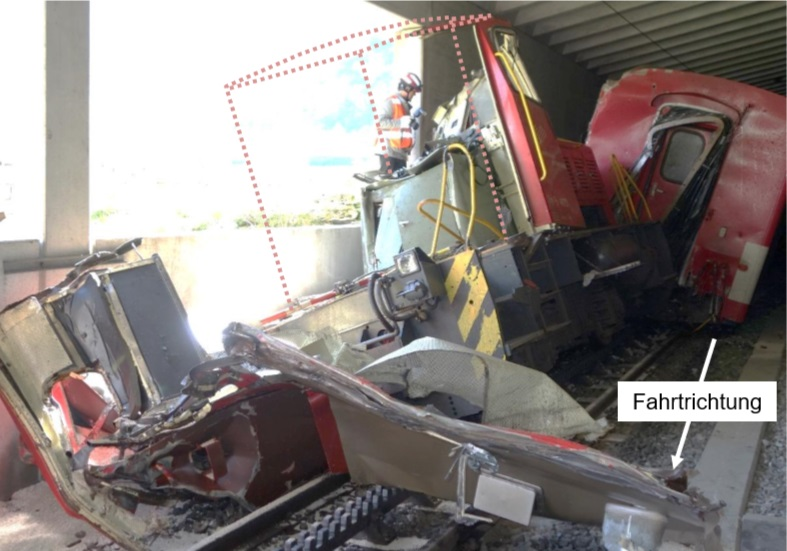
Accident du 1er septembre 2016.

En août 1987, un violent orage a détruit les galeries pare-avalanches et raviné les voies. Certaines parties de l'itinéraire étaient couvertes de débris et de boue. Le service a dû être interrompu temporairement et l'ensemble du parcours entièrement rénové. Cela n'a pu se faire qu'avec l'appui des finances fédérales. Les galeries ont été considérablement élargies.
Depuis 2014, l'itinéraire est continuellement rénové. Des structures supplémentaires de protection contre les avalanches sont en cours de construction.
Le 1er septembre 2016, un accident est survenu : un train de la ligne Disentis-Zermatt a été aiguillée avec quatre voitures de voyageurs sur la voie beaucoup trop raide de la Schöllenenbahn à la suite d'une erreur de signalisation.
Le 11 septembre 2017, il y eut un accident similaire. Trente personnes ont été blessées.

## Matériel roulant
La Schöllenenbahn utilisait des locomotives électriques à deux essieux et à crémaillère fabriquées par les sociétés SLM et BBC. Les quatre locomotives utilisées avaient la désignation SchB HGe 2/2 (de). À l'origine, elles fonctionnaient sous une tension continue de 1200 volts =.
En 1941, elles ont été converties en courant alternatif  11&nbsp;kV 16,7&nbsp;Hz ~. La dernière de ces quatre locomotives a été mise au rebut en 1985. Avant cette conversion, les locomotives ne fonctionnaient, sur le tronçon à crémaillère, qu'à 9 km/h. Après la conversion, elles pouvaient les parcourir plus rapidement, à 20 km/h. Les véhicules étaient de couleur crème en haut et gris bleu en bas. Après la fusion, ils ont été repeints en rouge foncé, de la couleur de la FO. En 1941, après l'électrification du chemin de fer Furka-Oberalp et le changement de l'exploitation électrique en courant alternatif, des locomotives et des wagons de cette compagnie ont également été utilisés. Les locomotives et les voitures ont été rachetées ensemble. Ainsi, des automotrices FO BCFhe 2/4 (de) fabriquées par la société SLM et motorisées par BBC ont pu être exploitées. Elles ont été mises au rebut à partir de 1993.
Aujourd'hui (2019), les voitures de la Matterhorn-Gotthard Bahn empruntent cette ligne. L'engin moteur est toujours à l'extrémité aval du train, et une voiture-pilote à l'extrémité amont.

Matériel roulant
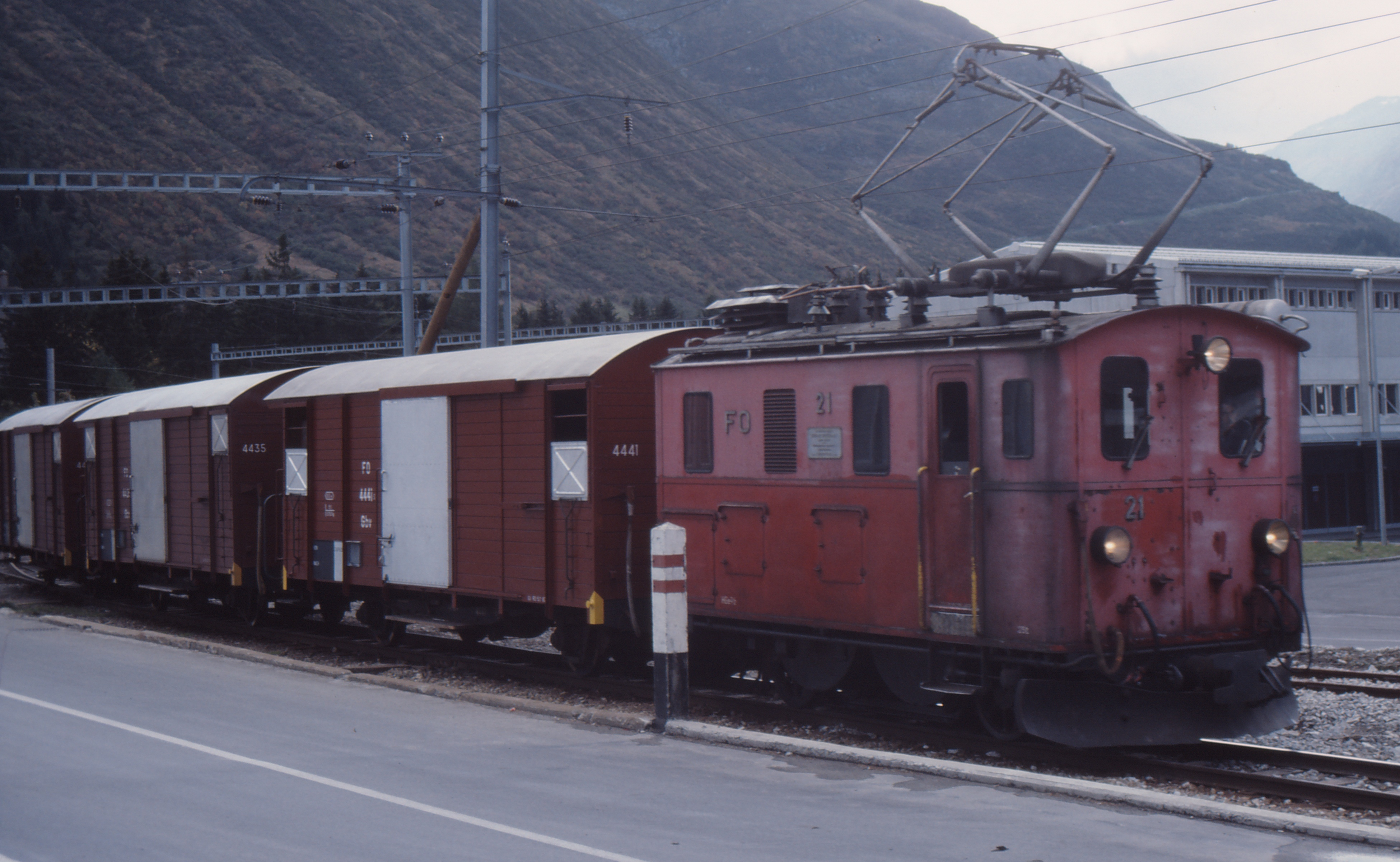
Train de marchandises.
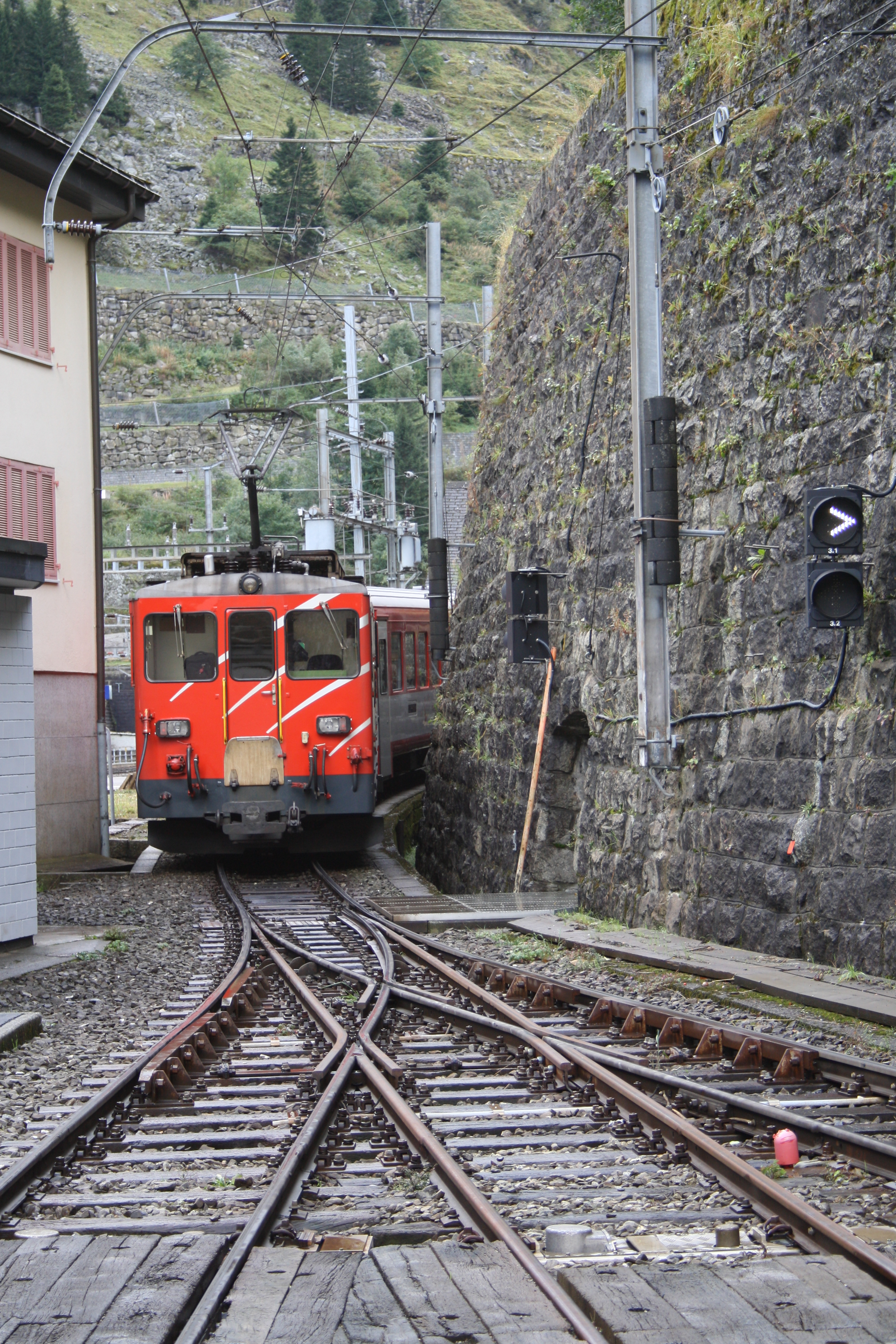
Fourgon automoteur.
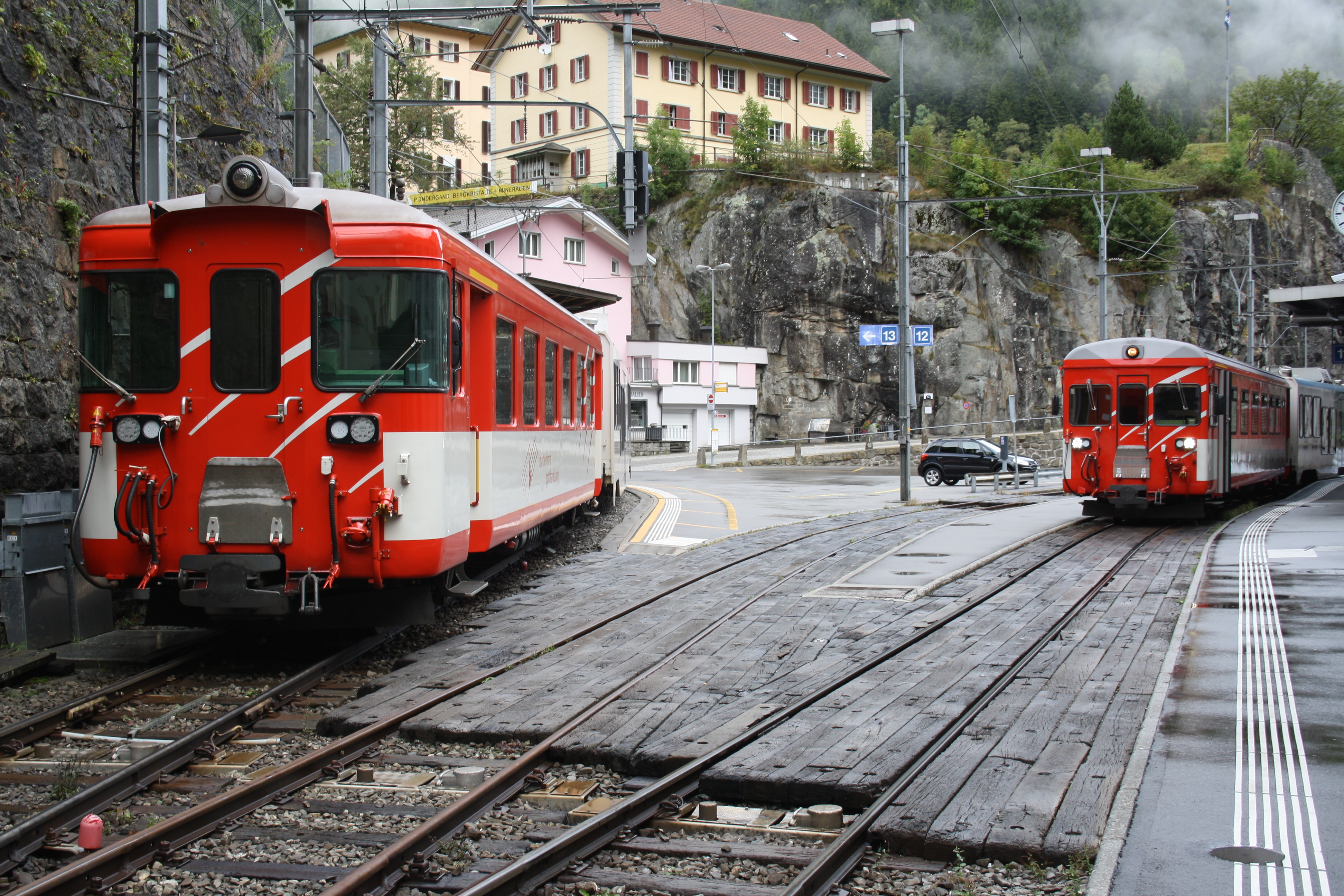
Voiture pilote.

## Exploitation
Aujourd'hui, la Schöllenenbahn propose des navettes cadencées à l'heure et est totalement intégrée dans les horaires des CFF et de la MGB.